# Martin Sus
Martin Sus (ur. 15 marca 1990 w Benešovie) – czeski piłkarz występujący na pozycji obrońcy lub pomocnika.

## Kariera klubowa
Grę w piłkę nożną rozpoczął w wieku 6 lat w klubie FK Říčany z rodzinnego miasta Říčany. W latach 1998–2000 szkolił się w akademii Slavii Praga, skąd przeniósł się do Sparty Praga. W sezonie 2008/09 rozpoczął występy w drużynie rezerw (2. ČFL). Przed sezonem 2009/10 został przez trenera Jozefa Chovanca włączony do kadry pierwszego zespołu. Jesienią 2009 roku zaliczył 3 mecze w barwach Sparty w Pucharze Czech, po czym powrócił do trzecioligowych rezerw. W lutym 2012 roku Sus został wypożyczony na okres jednej rundy do SK Kladno (ČFL). We wrześniu 2012 roku został wypożyczony na okres 10 miesięcy do FC Graffin Vlašim (FNL), gdzie rok później podpisał kontrakt.
W lipcu 2014 roku, po odbyciu testów, Sus został wypożyczony do 1. FK Příbram. 26 lipca zadebiutował w 1. ČFL w zremisowanym 2:2 meczu przeciwko Viktorii Pilzno. W rundzie jesiennej sezonu 2014/15 wystąpił we wszystkich 16 spotkaniach i zdobył 1 bramkę. W styczniu 2015 roku został wykupiony z Vlašimia przez Slovan Liberec i podpisał półtoraroczną umowę. W maju 2015 roku wywalczył z tym klubem Puchar Czech po pokonaniu w finale FK Jablonec. Przed rozpoczęciem sezonu 2015/16 wypożyczono go na pół roku do 1. FK Příbram, gdzie rozegrał 17 spotkań. Latem 2016 roku odszedł do drugoligowego Baníka Ostrawa, z którym rok później awansował do czeskiej ekstraklasy. W lutym 2018 roku wypożyczono go na 5 miesięcy do FK Mladá Boleslav, gdzie zaliczył 3 występy.
W lipcu 2018 roku Sus przeniósł się do słowackiego klubu ŠKF iClinic Sereď prowadzonego przez Michala Gašparíka. 5 sierpnia zadebiutował w Fortuna Lidze w przegranym 1:5 meczu z AS Trenčín. Łącznie zaliczył 31 ligowych występów i zdobył 1 gola. We wrześniu 2019 roku podpisał roczny kontrakt z SFC Opava, dla której rozegrał 15 spotkań i strzelił 1 bramkę. Podczas oczekiwania na oferty trenował w piątoligowym zespole TJ Sokol Královice, dla którego rozegrał jedno ligowe spotkanie. We wrześniu 2020 roku został piłkarzem Stali Mielec. 19 września zadebiutował w Ekstraklasie w meczu z Lechią Gdańsk (2:4). W rundzie jesiennej sezonu 2020/21 zanotował 6 występów i w lutym 2022 roku odszedł z klubu. 4 miesiące później podpisał umowę ze spadkowiczem z czeskiej ekstraklasy 1. FK Příbram. W kwietniu 2022 roku wypożyczono go FK Říčany (I. klasa B). W sierpniu tego samego roku podpisał z tym klubem amatorski kontrakt.

## Kariera reprezentacyjna
W 2005 roku zaliczył 3 występy w reprezentacji Czech U-16. W latach 2006–2007 grał w kadrze U-17, w której rozegrał 12 spotkań. W latach 2007–2008 wystąpił 9 razy w reprezentacji U-18 i zdobył 1 bramkę. W latach 2008–2009 był powoływany do kadry U-19, dla której rozegrał 8 meczów i strzelił 1 gola.

## Sukcesy
Slovan Liberec
- Puchar Czech: 2014/15